# Contador de programa
Contador de programa é um registrador de uma Unidade Central de Processamento que indica qual é a posição atual na sequência de execução de um processo. Dependendo dos detalhes da arquitetura, ele armazena o endereço da instrução sendo executada ou o endereço da próxima instrução. O contador de programa é automaticamente incrementado para cada ciclo de instrução de forma que as instruções são normalmente executadas sequencialmente a partir da memória. O contador de programa deve ser colocado a zero no inicio da execução do programa.